# Plac Przyjaciół z Miszkolca w Katowicach

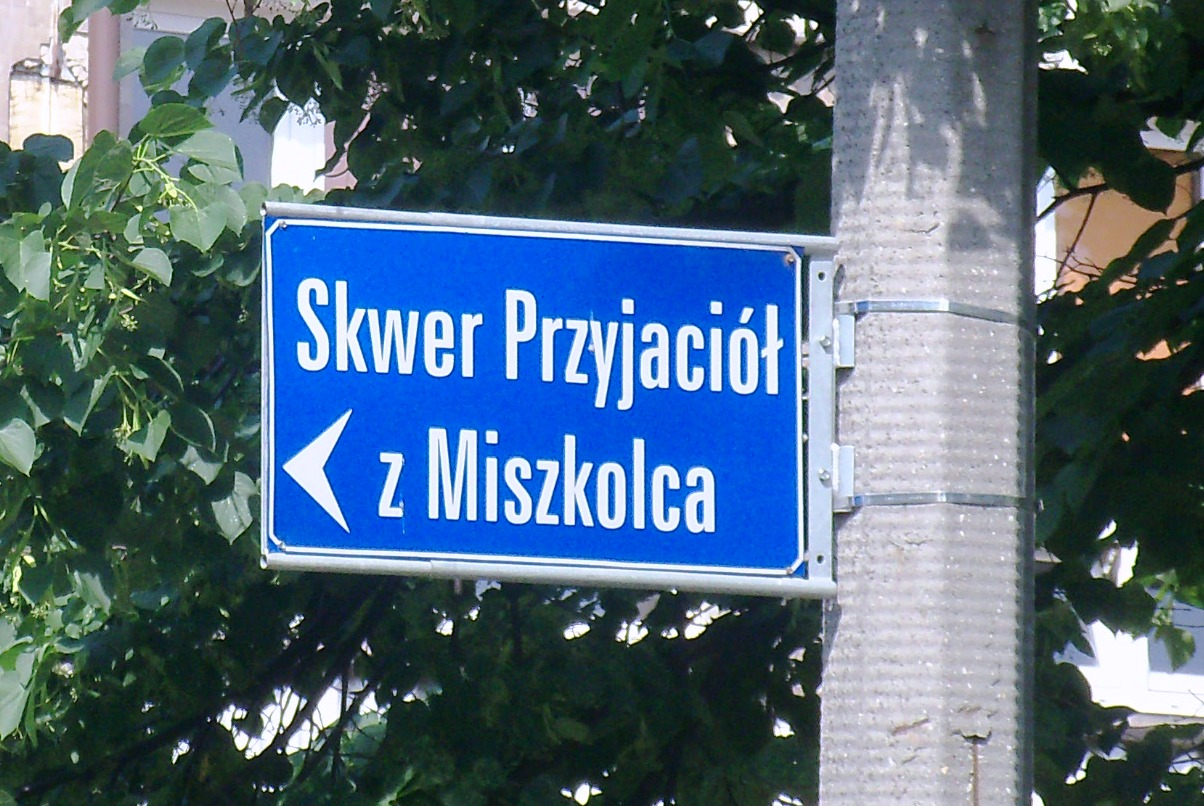
A régi utcanévtábla (2014 előtt)

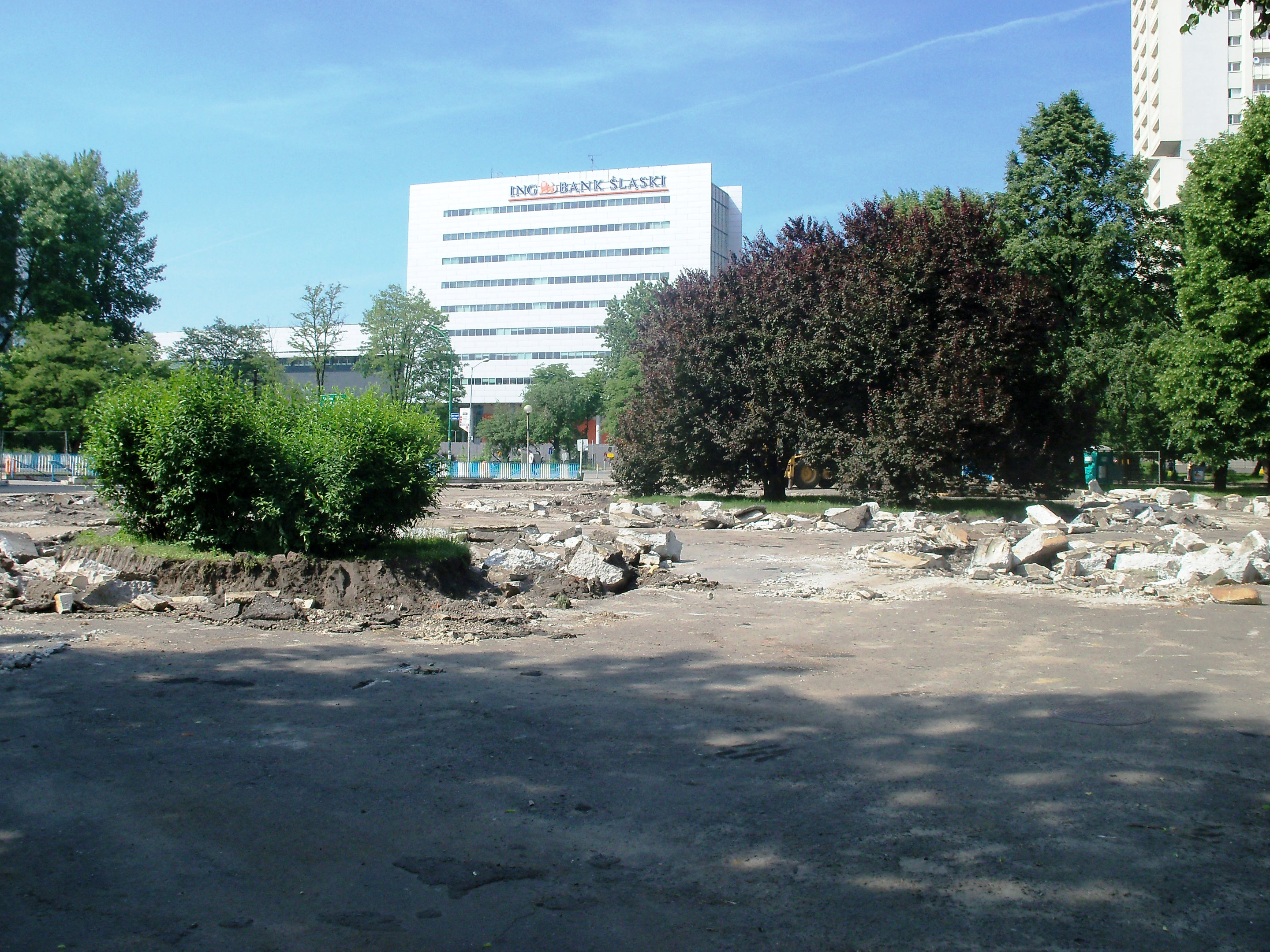
A 2011-esfelújítás

A Plac Przyjaciół z Miszkolca w Katowicach Katowice egyik legjelentősebb tere. A Śródmieście (Belváros) városrészben található, a Sokolska utca mellett.
A tér a 20. század második felében jött létre, nevét 2009. június 22-én kapta Katowice közgyűlésétől. Katowice és Miskolc 1973 óta testvérvárosok. A tér elnevezésekor a Miskolci tér (Skwer Miszkolcki) név is felmerült. 2014. március 26-án az eredeti  Skwer Przyjaciół z Miszkolca w Katowicach névben a skwer szót a szintén teret jelentő plac szóra cserélték.
2006-ban megszülettek az első tervek a tér modernizálására, és 2011. június 1-jén megkezdődött a felújítás, ami december közepén ért véget. A térre többek között szökőkutak és a Karina Gniłka által tervezett „szivárványpadok” kerültek. A felújítás költsége kb. 3,2 millió złoty volt.
A teret déli oldaláról a Rawa patak határolja. Mellette áll a Haperowiec nevű magasház, a buszpályaudvar, valamint a 3-as számú középiskola.
A városban más, magyar vonatkozású tér is található, az egyik legnagyobb teret id. Antall Józsefről és Henryk Slawikról nevezték el, akiknek emlékművük is áll a téren.

## Fordítás
- Ez a szócikk részben vagy egészben  a   Plac Przyjaciół z Miszkolca w Katowicach című lengyel Wikipédia-szócikk fordításán alapul.  Az eredeti cikk szerkesztőit annak laptörténete sorolja fel. Ez a jelzés csupán a megfogalmazás eredetét és a szerzői jogokat jelzi, nem szolgál a cikkben szereplő információk forrásmegjelöléseként.